# Virová kaménkovitost hrušek
Virová kaménkovitost hrušek (též „lithiasis“) je virová choroba rostlin způsobená virem rodu Foveavirus, pojmenovanýcm nyní Apple stem pitting virus z čeledě Betaflexiviridae.

## EPPO kód
ASPV00

## Synonyma patogena

### Vědecké názvy
Seznam podle EPPO patogena Apple stem pitting virus. 
- Apple spy 227 epinasty & decline virus
- Apple stem pitting foveavirus
- ASPV
- Hawthorn ring pattern mosaic virus
- Pear stony pit virus
- Pear vein yellows virus
- lithiasis

### České názvy
- Kaménkovitost hrušek
- Kaménkovitost hrušky

## Hostitel
- hruška - jsou rozdíly v náchylnosti odrůd, citlivé jsou ’Boskova lahvice’, ’Dielova máslovka’,’Angoulenská’,[3] silné příznaky mívá Hardyho máslovka, Konference, Barletova a Neliska zimní. [4]
- jabloň
- kdoule
- ×Pyronia veitchii

## Příznaky
Intenzita symptomů může kolísat v jednotlivých letech, ale i u různých plodů na témže stromě. Některé mají po jednom dolíku a další mohou být zdravé. U některých hrušní se symptomy na plodech objeví jen na jedné větvi nebo jenom na jedné straně stromu. Je-li strom napaden málo virulentním kmenem viru nebo odrůda hrušně je k viru tolerantní mohou některé stromy plodit střídavě jeden rok plody slině poškozené a další rok zdravé.

### Plod
První příznaky onemocnění na hrušni se objevují asi za 20 dnů po opadnutí korunních plátků v podobě tmavě zelených, mírně propadlých skvrn pod epidermis (na plodech). Růst buněk je místech omezený a pokračujícím růstem se deformace plodu ve formě jamkovitosti a hrudkovitosti zvýrazňují.
Při zrání plodů sklerenchymatické buňky hnědnou, povrch plodů hrušně je boulovitý nebo hrbolatý. Plody se stávají nepoživatelnými, často předčasně opadávají. V pletivu pod slupkou se tvoří skupiny sklerenchymatických buněk (sklereidy) které se spojují do tvrdého, kaménkovitého útvaru. Útvary jsou zpočátku žluté, později hnědnou. Plody postižené na počátku vývoje bývají v době sklizně úplně znetvořené, neprodejné a nevhodné ke konzumaci.  Jakmile je hrušeň postižena virovou kaménkovitostí plodů, v dalších letech jeho pěstování již kaménkovitost neztrácí.

### Výhony
Výhonky, větve a kmen se vyznačují častými prasklinami korového pletiva, kůra odchlipuje a pod ní pletivo často nekrotizuje. Na starších stromech kůra stromu plošně odumírá. Napadené stromy jsou náchylné k nízkým teplotám, a často vznikají i mrazové trhliny kůry.

### List
Na listech jsou příznaky silně variabilní, již na jaře se na prvních listech objevují bledě chlorotické skvrny.

### Možnost záměny
Podobné symptomy může způsobit i fyziologická kaménkovitost hrušek vyvolaná suchem nebo nedostatkem bóru. Tato se odlišuje pravidelným rozložením kaménkovitých útvarů především v okolí jádřince a podél cévních svazků. Chlorotické skvrny mohou být příznakem mnoha různých poškození. Příznaky lze také zaměnit se symptomy strupovitosti hrušně vyvolané houbou Venturia pirina. Odumírání borky mohou způsobovat jak živočišní škůdci tak i jiné choroby. Podobné symptomy jako virová kaménkovitost hrušek způsobuje i sání hmyzu anebo mechanickém poškození.

## Význam
U hrušní jsou plody nepoživatelné a neprodejné.

## Šíření
Choroba je přenosná s monožitelským materiálem při očkování a roubování. Jde tedy o chorobu, kterou způsobuje převážně nedostatečná prevence v ovocných školkách. Napadení se projevuje často až po roce.

## Ochrana rostlin
Prodej zdravých sazenic. Stromy na nichž se rodí napadené plody je třeba odstranit, nedají se nijak vyléčit.